# Dumbo (film, 1941)
A Dumbo 1941-ben bemutatott amerikai rajzfilm, amely Helen Aberson és Harold Pearl regénye alapján készült. A 4. Disney-film rendezője Ben Sharpsteen. Az animációs játékfilm producere Walt Disney. A  forgatókönyvet Joe Grant és Dick Huemer írta, a zenéjét Frank Churchill és Oliver Wallace szerezte. A mozifilm a Walt Disney Productions gyártásában készült, az RKO Pictures forgalmazásában jelent meg. Műfaja zenés filmvígjáték.
Amerikában 1941. október 31-én, Magyarországon 1989. december 7-én mutatták be a mozikban, majd 1992. január 25-én a televízióban az MTV1-en vetítették.

## Cselekmény
Dumbó egy kiselefánt, akinek kissé nagyra nőttek a fülei, ezért a nőstényelefántok kinevetik. Édesanyja meg akarja védeni egy csapat gyerektől, akik kinevetik a kicsinyét, emiatt veszettnek nyilvánítják és elkülönítik a többitől. A nőstények gúnyolódnak a magányos Dumbón és őt hibáztatják anyja különköltöztetése miatt. Egy kisegér megsajnálja és elhatározza, hogy segít rajta. Álmában befolyásolja a porondmestert, hogy a hosszú fülű kiselefánt legyen a legnagyobb attrakció, ám ez rosszul sül el és a többi elefánt megtagadja a kicsit. Bohócot csinálnak belőle, ami nagy szégyen. Egy nap Timothynak eszébe jut (a varjak segítségével), hogy Dumbó repülhetne is a füleivel, hisz akkor őrületesen nagy attrakció lenne belőle. Ez sikerül is nekik, elkápráztatják a közönséget és Dumbót Hollywood-ba szerződtetik. Hamarosan az összes újság címlapján az ő neve szerepel, s így válik végül a kicsi, esetlen elefánt a világ kilencedik csodájává.

## Szereplők
| Szereplő            | Eredeti hang                                         | Magyar hang | Leírás                                                           |
| ------------------- | ---------------------------------------------------- | --- | ---------------------------------------------------------------- |
| Timothy             | Edward Brophy                                        | Usztics Mátyás | A cirkuszi egér, Dumbo legjobb barátja.                          |
| Dumbo               | Verna Felton                                         | saját hangján | A hosszú fülű kiselefánt.                                        |
| Idős elefánt        | Verna Felton                                         | Tábori Nóra | A nőstényelefántok vezetőnője.                                   |
| Mrs. Jumbo          | Verna Felton                                         | Hűvösvölgyi Ildikó | Az elefánt anyuka, Dumbó mamája.                                 |
| Cirkuszigazgató     | Herman Bing                                          | Hollósi Frigyes | A porondmester, aki vezeti a cirkuszt.                           |
| Jim                 | Cliff Edwards                                        | Maros Gábor | A vezérvarjú, aki állandóan szivarozik.                          |
| Gólya               | Sterling Holloway                                    | Józsa Imre | Az egyik gólya, aki elhozza Mrs. Jumbonak egy jövevényt, Dumbot. |
| Giddy               | Dorothy Scott                                        | Kovács Nóra | A nőstényelefántok a cirkuszban.                                 |
| Prissy              | Sarah Selby                                          | Csarnóy Zsuzsanna | A nőstényelefántok a cirkuszban.                                 |
| Catty               | Noreen Gammill                                       | Vándor Éva (1989)Némedi Mari (1991)                                                                                         | A nőstényelefántok a cirkuszban.                                 |
| Prédikátor varjú    | Hall Johnson                                         | Rátóti Zoltán | Jim pletykás varjú társai.                                       |
| Kövér varjú         | James Baskett                                        | Benkóczy Zoltán (1989)Székhelyi József (1991)                                                                               | Jim pletykás varjú társai.                                       |
| Szalmakalapos varjú | Jim Carmichael                                       | Borbély László (1989)Forgács Gábor (1991)                                                                                   | Jim pletykás varjú társai.                                       |
| Szemüveges varjú    | Nick Stewart                                         | Szerednyey Béla | Jim pletykás varjú társai.                                       |
| Casey Junior        | Margaret Wright                                      | Kristóf Tibor (1989)Papp János (1991)                                                                                       | A beszélő gőzmozdony, aki elszállítja a cirkuszt.                |
| Skinny              | Malcolm Hutton                                       | Borbély László (1989)Bolba Tamás (1991)                                                                                     | A nagyfülü kisfiú a többi közül.                                 |
| Joe                 | Billy Sheets                                         | Horkai János | A cirkusz gondnoka.                                              |
| Mesélő              | John McLeish                                         | Koroknay Géza (1989)Bozai József (1991)                                                                                     | –                                                                |
| Bohócok             | Billy Bletcher Eddie Holden Jack Mercer Billy Sheets | 1989: Csankó Zoltán Csendes Olivér Schnell Ádám Varga T. József1991: Forgács Gábor Forgács Péter Kránitz Lajos Schnell Ádám | A cirkusz társulat tagjai.                                       |
| Kikiáltók           | N/A                                                  | 1989: Varga T. József Hollósi Frigyes1991: Jakab Csaba Kárpáti Tibor                                                        | A cirkusz társulat kikiáltói.                                    |
| Énekhangok          | The Sportsmen Betty Noyes                            | 1989: Borbély László Hűvösvölgyi Ildikó Rátóti Zoltán Vándor Éva1991: Bolba Tamás Győri Péter Hűvösvölgyi Ildikó            | A betétdalok előadói.                                            |

## Szinkronstáb
| A magyar változat munkatársai | 1989                                             | 1991                    |
| ----------------------------- | ------------------------------------------------ | ----------------------- |
| Felolvasó                     | Vadász Ágnes (felolvasó) Kertész Zsuzsa (szöveg) | Bozai József            |
| Magyar szöveg                 | Takácsy Gizella                                  | Takácsy Gizella         |
| Zenei vezető                  | nem szerepelt                                    | Pethő Zsolt Bolba Lajos |
| Hangmérnök                    | Bérczi Endre                                     | Bérczi Endre            |
| Rendezőasszisztens            | Szalay Éva                                       | Dóczi Orsolya           |
| Vágó                          | Fényi Márta                                      | Fényi Márta             |
| Gyártásvezető                 | Sostarics Ágnes                                  | Németh Piroska          |
| Szinkronrendező               | Juhász Anna                                      | Juhász Anna             |
| Megrendelő                    | MOKÉP                                            | MTV1                    |
| Szinkronstúdió                | Magyar Szinkron- és Videóvállalat                | Videovox Stúdió (Kft.)  |

## Betétdalok
| Magyar                                 | Magyar                                                     | Magyar                                                     | Angol                      | Angol                                           |
| Dal                                    | Előadó                                                     | Előadó                                                     | Dal                        | Előadó                                          |
| Dal                                    | 1989                                                       | 1991                                                       | Dal                        | Előadó                                          |
| -------------------------------------- | ---------------------------------------------------------- | ---------------------------------------------------------- | -------------------------- | ----------------------------------------------- |
| Gólya úr                               | Borbély László Rátóti Zoltán                               | Bolba Tamás Győri Péter                                    | Look Out for Mr. Stork     | The Sportsmen                                   |
| Kis vonat                              | Borbély László Rátóti Zoltán                               | Bolba Tamás Győri Péter                                    | Casey Junior               | The Sportsmen                                   |
| Cirkusz a mi otthonunk                 | Borbély László Rátóti Zoltán                               | Bolba Tamás Győri Péter                                    | Song of the Roustabouts    | The Sportsmen                                   |
| Kisbabám                               | Hűvösvölgyi Ildikó                                         | Hűvösvölgyi Ildikó                                         | Baby Mine                  | Betty Noyes                                     |
| Vágjuk meg a főnököt kupán (rövid dal) | Borbély László Rátóti Zoltán                               | Forgács Péter Győri Péter Kránitz Lajos Schnell Ádám       | The Clown Song             | Billy Bletcher Eddie Holden Billy Sheets        |
| Az elefánt                             | Borbély László Hűvösvölgyi Ildikó Rátóti Zoltán Vándor Éva | Bolba Tamás Győri Péter                                    | Pink Elephants             | The Sportsmen                                   |
| Ha végre egy elefánt száll             | Maros Gábor Benkóczy Zoltán Rátóti Zoltán Borbély László   | Maros Gábor Székhelyi József Rátóti Zoltán Szerednyey Béla | When I See an Elephant Fly | Cliff Edwards Jim Carmichael Hall Johnson Choir |

## Díj
- 1942 – Oscar-díj – A legjobb musical filmzene.

## Érdekességek
- A technikai újítások és a művészi zsenialitás ellenére nehéz volt Disney alkalmazottjainak élete is. A másik fő problémát természetesen a kevés bérezés jelentette. Az animátorok rengeteget túlóráztak, viszont nem kaptak semmilyen prémiumot. A Pinokkió és a Fantázia bukása után kifejezetten nehéz anyagi helyzetbe került a stúdió, pluszba még az is hozzájárult, hogy a háború elzárta az európai piacot, így kiesett egy jelentős bevétel.
- A Filmes Rajzolók Szövetségének vezetője, Herbert Sorrell követelte, hogy a Disney velük szerződjön, ne pedig az IATSE-vel (International Alliance of Theatrical Stage Employees). A Disney ezt többször megtagadta. Így végül a Dumbo forgatása alatt a rajzolók egy része 1941. május 29-én sztrájkba léptek. A sztrájk 9 hétig tartott. A sztrájk annak idején nagy sajtót kapott, de különösebben mégsem ártott Disney-nek.
- A 41-es sztrájk után a Disney-stúdióból kivált dolgozók létrehozták az ASIFA-t (Animációs Filmkészítők Nemzetközi Szervezete)-ét.
- A filmben végül kifigurázták a tiltakozókat: bohócként ábrázolták őket, akik nekiindulnak, hogy a főnöknél csikarjanak ki fizetésemelést. „Rajta, vágjuk meg a főnököt kupán, ajvé jó lesz egy kis lóvé" – éneklik a magyar fordításban.

## Televíziós megjelenések
Új magyar szinkronnal az alábbi televíziókban vetítették le:
- TV-1 / M1